# Кононенко, Валерия Александровна
Валерия Александровна Кононенко (укр. Валерія Олександрівна Кононенко, родилась 14 мая 1990 года) — украинская шоссейная и трековая велогонщица. 

## Карьера
Член женской шоссейной велокоманды Ciclotel. В прошлом выступала за итальянскую велокоманду S.C. Michela Fanini Rox и украинскую Lviv Cycling Team.
Участница нескольких чемпионатов мира шоссейному и трековому велоспорту.
Многократная чемпионка и призёр чемпионатов Украины по шоссейному и трековому велоспорту.

## Достижения

### Шоссе
2007
 Чемпионка Европы среди юниоров в индивидуальной гонке
 Вице-чемпионка мира среди юниоров в индивидуальной гонке
2008
 Чемпионка Европы среди юниоров в индивидуальной гонке
 Вице-чемпионка Европы среди юниоров в групповой гонке
 Вице-чемпионка мира среди юниоров в индивидуальной гонке
2009
7-е место на Чемпионате Европы в индивидуальной гонке U23
2013
 Чемпионка Украины в индивидуальной гонке
22-я на Чемпионате мира в индивидуальной гонке
2014
 Серебряный призёр чемпионата Украины в индивидуальной гонке
 Серебряный призёр чемпионата Украины в групповой гонке
2016
Победительница Рейс Горизонт Парк — VR Women ITT
2-е место на 2-м этапе Тура Сан-Луиса (Аргентина)
2017
3-е место на Рейс Горизонт Парк — VR Women ITT
2018
 Чемпионка Украины в индивидуальной гонке
2-е место на Рейс Горизонт Парк — VR Women ITT
 Бронзовый призёр чемпионата Украины в групповой гонке
2019
 Чемпионка Украины в индивидуальной гонке
Победительница Рейс Горизонт Парк — VR Women ITT
 Серебряный призёр чемпионата Украины в групповой гонке
2020
 Серебряный призёр чемпионата Украины в индивидуальной гонке
Победительница Grand Prix Cappadocia
Победительница Grand Prix Velo Erciyes
2-е место на Grand Prix Mount Erciyes
2-е место на Grand Prix Central Anatolia

### Трек
2013
16-е место на чемпионате мира в гонке по очкам
2-е место на этапе кубка мира Агускальентесе (Мексика) в командной гонки преследования
2014
 Бронзовый призёр Copa Internactional de Pista в гонке по очкам
19-е место на чемпионате мира в гонке по очкам
2015
 Чемпионка Украины в гонке преследования
 Серебряный призёр чемпионата Украины в омниуме
 Чемпионка Украины в гонке по очкам
2017
 Серебряный призёр чемпионата Украины в гонке преследования
 Серебряный призёр чемпионата Украины в омниуме
 Чемпионка Украины в командной гонке преследования

## Рейтинги
| Год                 | 2009  | 2010  | 2011 | 2012 | 2013  | 2014  | 2015 | 2016  | 2017  | 2018  | 2019  | 2020 | 2021  | 2022  | 2023  | 2024  |
| ------------------- | ----- | ----- | ---- | ---- | ----- | ----- | ---- | ----- | ----- | ----- | ----- | ---- | ----- | ----- | ----- | ----- |
| Мировой рейтинг UCI | 371-й | 328-й | -    | -    | 366-й | 295-й | -    | 119-й | 256-й | 215-й | 79-й  | 57-й | 106-й | 283-й | 178-й | 266-й |
| Мировой тур UCI     |       |       |      |      |       |       |      | -     | -     | -     | 109-й | -    | -     | -     | -     | -     |
|                     |       |       |      |      |       |       |      |       |       |       |       |      |       |       |       |       |
| Источник: UCI       |       |       |      |      |       |       |      |       |       |       |       |      |       |       |       |       |